# Comesaña (Vigo)
San Andrés de Comesaña (en gallego y oficialmente Santo André de Comesaña) es una parroquia gallega del municipio español de Vigo. En el año 2010 tenía una población de 4593 habitantes (INE), repartidos en 16 núcleos de población. 

## Situación
Limita con las parroquias de Alcabre, Corujo, Matamá, Navia ,Valladares y coya

## División administrativa
Según el nomenclátor de 2010, la parroquia comprende las siguientes entidades de población:
| NA CÑ VI MA CA FR LA TE CB CN SA AL OY CJ VA SA ZA BM BE Cangas Bueu Moaña Vilaboa Ensenada de San Simón Ría de Aldán Pazos de Borbén Redondela Sotomayor Gondomar Bayona Nigrán Mos Porriño Islas Cíes Océano Atlántico Vigo de Ría |
| Municipio de Vigo. |

- Casás (507 habitantes);
- Cocheiros (Os Cocheiros) (180 hab.);
- Comesaña (152 hab.);
- Eidos (Os Eidos) (87 hab);
- Igrexa (A Igrexa) (50 hab.);
- Pazo (O Pazo) (108 hab.);
- Pedreira (A Pedreira)(81 hab.);
- Pereiras (As Pereiras)(83 hab.);
- Ponte (A Ponte) (2808 hab.);
- Rodeira (75 hab.);
- Romeu (156 hab.);
- Sanín (39 hab.);
- Tombo (O Tombo)(81 hab.);
- Viña da Veiga (A Viña da Veiga) (26 hab.);
- Pedra Branca (109 hab.); y
- Muíños (51 hab.).

Los lugares (que generalmente forman parte de alguna de las entidades): A Aguieira, A Bouza, A Capela, O Caramuxo, A Cova da Becha, Eixido, A Fonte Santa, Nogueiras (As Nogueiras), O Outeiro y Rial (O Rial).[cita requerida]

## Geografía
Su territorio está atravesado por el río Lagares. 
O Caramuxo acoge a una de las principales zonas industriales de Vigo.